# Szegénylegények
Szegénylegények es una película húngara de 1966 dirigida por Miklós Jancsó. Fue Bien recibida en su país de origen, también fue la primera película de Jancsó en recibir elogios internacionales.
Hoy en día, muchos consideran a Szegénylegények un clásico del cine mundial; Fue seleccionado para ser proyectado en la sección Clásicos de Cannes del Festival de Cine de Cannes 2015.

## Sinopsis
Tras la sofocación de la revolución de 1848 de Lajos Kossuth contra el gobierno de los Habsburgo en Hungría, se establecieron campos de prisioneros para personas sospechosas de ser partidarios de Kossuth. Unos 20 años después, se sabe que algunos miembros de la banda guerrillera del bandolero Sándor Rózsa, que se cree que son algunos de los últimos partidarios de Kossuth, están internados entre los prisioneros en un campo. El personal de la prisión intenta identificar a los rebeldes y averiguar si Sándor se encuentra entre ellos utilizando diversos medios de tortura y engaños mentales y físicos. Cuando uno de los guerrilleros, János Gajdar, es identificado como asesino por una anciana, comienza a ayudar a sus captores actuando como informante. A Gajdar se le dice que si puede mostrar a sus captores a un hombre que ha matado a más personas que él mismo, se salvará. Temiendo por su vida, entrega a varias personas que sus captores habían estado buscando por su nombre pero que no pudieron identificar entre los prisioneros.
Finalmente, Gajdar se convierte en un paria entre los prisioneros y es asesinado por la noche por algunos de sus compañeros de prisión mientras se encuentra en confinamiento solitario. Los guardias de la prisión descubren fácilmente a los sospechosos, personas cuyas celdas habían quedado abiertas durante la noche, y comienzan a interrogarlos con la esperanza de encontrar al propio Sándor. Se engaña a los sospechosos para que revelen a los guerrilleros restantes cuando se les da la oportunidad de formar una nueva unidad militar con ex bandidos y se les informa que Sándor, que no estaba entre los prisioneros, ha sido indultado. Sin embargo, luego se les dice a los guerrilleros que celebran que aquellos que anteriormente combatieron bajo su mando aún enfrentarán la ejecución.

## Reparto
- János Görbe como János Gajdar
- Zoltán Latinovits como Imre Veszelka
- Tibor Molnár como Kabai
- Gábor Agárdy como Torma (como Agárdy Gábor)
- András Kozák como Ifj. Kabai
- Béla Barsi como Foglár
- József Madaras como Magyardolmányos
- János Koltai como Béla Varju
- István Avar como Vallató I
- Lajos Őze como Vallató II

## Producción
Szegénylegények fue producido por la productora cinematográfica estatal húngara Mafilm. Tenía un presupuesto de 17 millones de florines, o alrededor de medio millón de dólares estadounidenses al tipo de cambio de la época. El guion fue escrito por el autor húngaro Gyula Hernádi, a quien Jancsó había conocido en 1959 y que fue un colaborador habitual del director hasta la muerte de Hernádi en 2005. La película fue rodada en pantalla ancha en blanco y negro por otro colaborador habitual de Jancsó, Tamás Somló.
Szegénylegények no exhibe muchos de los elementos característicos de Jancsó hasta el grado que se evidencia más tarde: por lo tanto, las tomas son comparativamente cortas y, aunque los movimientos de la cámara están cuidadosamente coreografiados, no exhiben el estilo fluido elaborado que se volvería distintivo en películas posteriores. Sin embargo, la película utiliza el escenario favorito de Jancsó, la puszta (estepa) húngara, filmada bajo una luz solar característicamente opresiva. La película tiene pocos diálogos y rara vez muestra emoción en sus personajes. Ha sido llamado por un crítico como "una absorción total del contenido en la forma".

## Recepción crítica
La película fue bien recibida por el público en su estreno inicial en Hungría. Durante su ejecución teatral, la película fue vista por más de un millón de personas, en un país con una población de alrededor de diez millones en ese momento. La película fue seleccionada como la entrada húngara a la Mejor Película en Lengua Extranjera en los 39.ª Premios de la Academia, pero no llegó a estar dentro de las nominadas.
Szegénylegények fue la primera película de Jancsó en recibir también atención internacional. En 1966, fue la primera de cinco películas del director que se inscribió en la categoría de competencia del Festival de Cine de Cannes, pero no ganó ningún premio. Los métodos brutales y dictatoriales descritos en la película fueron leídos por el público local como una alegoría parcial de la represión que sucedió después del fallido levantamiento de 1956 de Hungría contra la Rusia soviética. Por lo tanto, antes de que se le permitiera a Jancsó proyectar la película en Cannes, tuvo que hacer una declaración afirmando que la película no tenía nada que ver con los recientes acontecimientos en el país, aunque luego dijo que "todos sabían que no era cierto". Más tarde, en 1966, la película se estrenó en el Reino Unido y, en 1969, recibió un lanzamiento limitado en los Estados Unidos.
La película fue incluida en la lista de Béla Tarr de las 10 mejores películas de todos los tiempos enviadas a la encuesta Sight & Sound de 2012, así como en The Century of Films de Derek Malcolm, una lista de 100 de las películas favoritas de la crítica del siglo XX. También fue elegida para formar parte tanto de Budapest Twelve, una lista de películas húngaras consideradas como las mejores en 1968 y su seguimiento, New Budapest Twelve en 2000.